# Serna
Serna – gaun wikas samiti we wschodniej części Nepalu w strefie Sagarmatha w dystrykcie Okhaldhunga. Według nepalskiego spisu powszechnego z 2001 roku liczył on 331 gospodarstw domowych i 1790 mieszkańców (905 kobiet i 885 mężczyzn).